# Plevna ostroma
Plevna (Плевен, Pleven) ostroma az 1877–1878-as orosz–török háború egyik legfontosabb eseménye volt. A város körüli megerődített állásokat védő, Oszmán pasa vezette törökök csaknem öt hónapig feltartották Oroszország és Románia túlerőben lévő egyesült seregeinek dél irányú előrenyomulását Bulgáriába, de végül meg kellett adniuk magukat.

## Előzmények

### Politikai előzmények
Oroszország külpolitikájának a 19. század második felében egyértelműen az egyik fő célkitűzése volt, hogy a gyengülő Oszmán Birodalom kárára dél és délnyugati irányban terjeszkedjen, növelve befolyását többek közt a Balkánon. A töröktől való függetlenség kivívása és a kárukra való terjeszkedés jelentős politikai erők célja volt Romániában, Görögországban, Szerbiában és Montenegróban, illetve a megszállt Bulgáriában, és az oroszok ezeket az erőket támogatták, építve az erősödő pánszláv eszmékre is.
Bosznia-Hercegovinában és Bulgáriában 1876-ban törökellenes felkelések robbantak ki, miközben Isztambulban is állandó volt a politikai és pénzügyi bizonytalanság. Május 29-én a lázongó szofták (Korán-tanulók) lemondásra kényszerítették a szultánt (akit néhány nap múlva meg is öltek) és V. Murádot segítették a trónra, akit azonban gyengeelméjűségre hivatkozva hamarosan szintén letettek. Utóda, II. Abdul-Hamid katonai sikereket ért el a szerbek ellen és reformokat hirdetett, Oroszország azonban már elszánta magát a háborúra. II. Sándor cár 1877. április 13-án általános mozgósítást rendelt el.

### Katonai előzmények
1877 nyarán a Miklós nagyherceg vezette orosz hadsereg szinte ellenállás nélkül nyomult előre dél felé, mert az Oszmán Birodalomnak nem voltak jelentős erői, amelyek megállíthatták volna. A Dunamente védelmére a törököknek összesen százezer emberük és 318 ágyújuk volt, az oroszok azonban 300 000 emberrel indultak támadásra három seregben. I. Károly román fejedelem – aki korábban a szultán hűbérese volt – már május 13-án hadat üzent a portának, május 21-én kikiáltatta Románia függetlenségét, és 50 000 embert állított fegyverbe a törökök ellen.
A török főparancsnokság Oszmán pasa vezetésével egy sereget küldött Nikápoly megerősítésére, a nikápolyi csata után azonban az oroszok a román tüzérség segítségével június 16-án könnyűszerrel bevették a várost a felmentő sereg megérkezte előtt. Oszmán délebbre, Plevnánál foglalt el pozíciókat, megerősítve a várost és erődökké alakítva a környező magaslatokat. Az orosz csapatok előörsei a török megerődített állások kiépítésének befejezése után órákkal már megérkeztek Plevnához.

## Az ostrom

### Az első csata
Schilder Schuldner tábornok, az orosz IX. hadtest 5. hadosztályának parancsnoka, arra kapott utasítást, hogy foglalja el Plevnát. Schuldner július 19-én érkezett a városhoz és ágyúzni kezdte a török védműveket, de aznap nem indított támadást. Másnap az oroszok rohamra indultak, és sikerült is kiszorítaniuk a törököket a külső védvonalak egy részéből. Oszmán azonban tartalékokat vetett be, és ellentámadások sorozatával kivetette az oroszokat a már elfoglalt árkokból. Az oroszok 2800, a törökök 2000 embert veszítettek ebben az egy csatában.

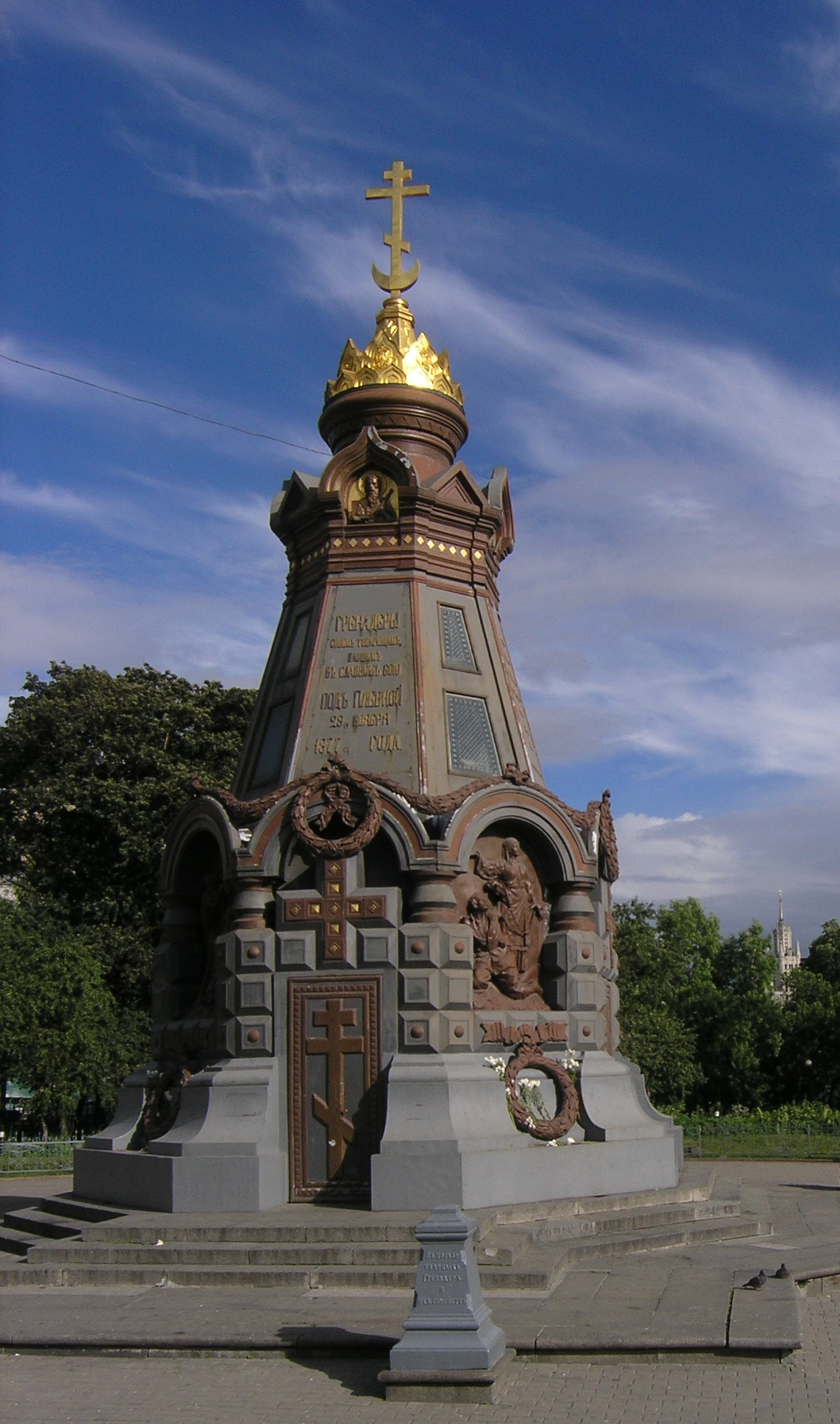
Emlékmű, Moszkva

### A második csata
Mindkét oldal növelte erőit. Megérkezett az orosz Nyikolaj Krudener tábornok a teljes IX. hadtesttel, miközben Oszmán csapatainak létszáma 20 000 emberre nőtt. Július 30-án Krudener parancsot kapott, hogy támadja meg a várost. Alekszej Sahovszkoj tábornok lovashadosztálya keleten támadt, Szkobelev gyaloghadosztálya pedig északon a Grivica magaslatra rontott. Sahovszkojnak sikerült két magaslatot elfoglalnia, a nap végére azonban a törökök mindent visszavettek. Az oroszok 7300 embert vesztettek, köztük 169 tisztet, miközben a törökök vesztesége csak 2000 ember volt.

### A harmadik csata
Az oroszok ekkor már látták, hogy alulbecsülték a török hadsereg erejét. Miklós trónörökös, hogy ne kelljen újabb orosz haderő érkezésére várni, táviratilag kért segítséget a román fejedelemtől és átengedte neki az egyik orosz serege vezetését is.
Oszmán elmulasztotta, hogy kihasználja ezt az átmeneti helyzetet és általános ellentámadást indítson, amivel akár el is űzhette volna az ostromlókat. Egy lovassági rohama augusztus 31-én 1300 fős veszteséget okozott az oroszoknak, miközben ő maga 1000 embert veszített.
Az oroszok továbbra is küldték az erősítéseket, és a plevnai sereg elérte a százezres létszámot. Károly román király 35 000 katonával és 108 ágyúval érkezett meg. Szeptember 3-án Szkobelev csatában bevette a Rifát pasa védte Lovecset, amely a törökök utánpótlási vonalait biztosította. A túlélők három zászlóalja és 13 új zászlóalj Oszmánt erősítette.
Szeptember 11-én, a cár neve napján az ostromlók tíznapos ágyúzás után újra nagy rohamot indítottak. Szkobelev elfoglalt két déli magaslatot, egy román hadosztály pedig bevette a Grivicát. A következő napon a déli magaslatokat a törökök visszafoglalták, a románokat azonban nem tudták kimozdítani. Ebben a csatában az ostromlók minden eddiginél nagyobb veszteségeket szenvedtek: az oroszok mintegy 16 000, a románok 5000 embert vesztettek, miközben a török veszteség 5000 katona volt.

### A negyedik csata
Szulejmán pasa kísérlete, hogy felmentse Oszmánt, a Sipka-szorost védő kis orosz sereg makacs ellenállásán megbukott.
Az orosz–román sereg a hatalmas veszteségek után lemondott arról, hogy újabb rohamokkal vegye be a török sáncokat. A parancsnokságot Edvard Ivanovics Todleben tábornok vette át, aki a krími háborúban Szevasztopol védelmével vívott ki korábban hírnevet. Ő úgy döntött, hogy a teljes körülzárás vezethet eredményhez, és ez október 24-ére be is fejeződött. Az ostromló erő ekkor már meghaladta a 125 000 főt és az 520 ágyút.
Oszmán engedélyt kért, hogy feladja Plevnát és visszavonuljon, de ezt nem kapta meg. Amikor az ellátás vészesen megfogyatkozott, Opanec irányában végül mégis megpróbált kitörni. December 9-én átkelt a Vit folyón, és egy három kilométeres arcvonalon át is törte az első orosz vonalat. Az ötszörös túlerőben lévő oroszok azonban visszaszorították a törököket a folyó túlpartjára és eközben „Plevna oroszlánja”, Oszmán pasa is megsebesült. A törökök ötezer embert veszítve visszaszorultak a városba, miközben az orosz veszteség 2000 ember volt. A következő napon Oszmán feladta a várost és átadta kardját a román Mihail Cerchez ezredesnek. Több mint 2100 török tiszt és 43 000 közkatona esett fogságba.

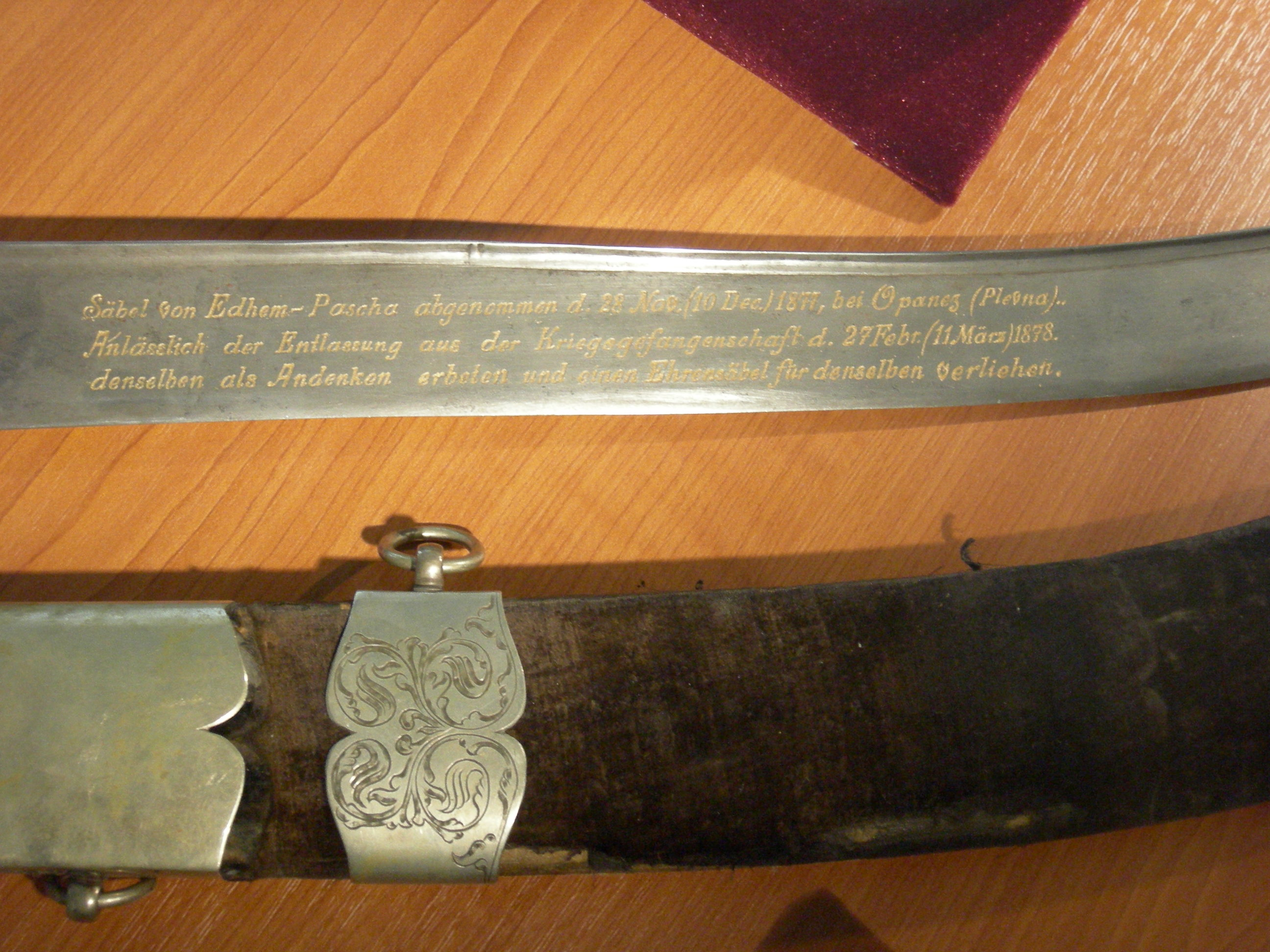
Edhem pasa kardja, amelyet a plevnai vereség után adott át.

## A következmények
A korábban gyengének tartott török hadsereg és a hőssé vált Oszmán pasa kitartása kivívta a világ csodálatát. A világközvélemény szoros figyelemmel kísérte a küzdelmet, amelyben egy viszonylag kis létszámú török csapat öt hónapig feltartotta a hatalmas orosz hadsereg előrenyomulását.
Plevna eleste azonban nagy orosz erőket szabadított fel, amelyek segítettek Ioszif Vlagyimirovics Gurko tábornoknak döntő vereséget mérni a törökökre a negyedik Sipka-szorosi csatában. A háborút az oroszok nyerték, a győzelem gyümölcseit azonban az ezt követő berlini békeszerződésben nem tudták teljesen leszüretelni, többek közt a törökökkel rokonszenvező Benjamin Disraeli brit miniszterelnök nyomására.

## Magyarország a törökökkel szimpatizált
Közel három évtizeddel azután, hogy Ausztria császára az orosz cár segítségével eltiporta a magyar szabadságharcot, Magyarországon az Oszmán pasa vezette török védőkkel szimpatizáltak, annak ellenére, hogy két évszázaddal korábban a magyarok is a törökök ellen harcoltak szabadságukért. „Adja isten, hogy Ön fajrokonai most kivivandott 'függetlenségükért' idővel ne kényszerüljenek még hatalmasb zsarnokság ellen küzdeni!” – próbált magyarázatot adni Arany János Jovan Jovanović Zmaj magyarországi szerb költő emiatt értetlenkedő levelére.
A törökök hősies küzdelme nemcsak Magyarországon, de más országokban, így Nagy-Britanniában is elnyerte a közvélemény szimpátiáját.